# Torneo Clausura 2019 (Nicaragua)
El Torneo Clausura 2019 fue la edición 92.° del campeonato de liga de la Primera División del fútbol nicaragüense.

## Sistema de competición
El torneo de la Liga Primera está conformado en tres partes:
- Fase de clasificación: 10 equipos juegan todos contra todos a dos vueltas durante 18 jornadas. Primer y segundo lugar clasifican directamente a semifinales. Del tercero al sexto lugar disputan Repechaje.

En la etapa regular se observará el sistema de puntos. La ubicación en la tabla general está sujeta a lo siguiente:
- Por juego ganado se obtendrán tres puntos.
- Por juego empatado se obtendrá un punto.
- Por juego perdido no se otorgan puntos.

En esta fase participan los 10 clubes de la Liga Primera jugando en cada torneo todos contra todos durante las 18 jornadas respectivas, a visita recíproca.
- Repechaje: Se juega a un solo partido de acuerdo a las posiciones de la Etapa Regular: 3.º vs 6.º y 4.º vs 5.º, siendo locales los equipos ubicados en el Tercer y Cuarto puesto. El ganador de cada partido avanza a Semifinales, en caso de empate los equipos locales obtienen el pase.
- Fase final: Se juega a visitas recíprocas (ida y vuelta). El clasificado se define de acuerdo al marcador global de la serie.

## Equipos por departamento
| N.º | Departamento  | Equipos                                              |
| --- | ------------- | ---------------------------------------------------- |
| 4   | Managua       | Juventus FC, Managua FC, UNAN FC y CD Walter Ferreti |
| 2   | Nueva Segovia | CD Ocotal y ART Jalapa                               |
| 1   | Carazo        | Diriangén FC                                         |
| 1   | Chinandega    | Chinandega FC                                        |
| 1   | Estelí        | Real Estelí FC                                       |
| 1   | Madriz        | Real Madriz FC                                       |

## Información de los equipos
| Equipo            | Entrenador            | Ciudad                | Estadio                        | Capacidad | Fundación       |
| ----------------- | --------------------- | --------------------- | ------------------------------ | --------- | --------------- |
| ART Jalapa        | Carlos Javier Martino | Jalapa, Nueva Segovia | Estadio Alejandro Ramos Turcio | 2.000     | 2011 (8 años)   |
| CD Ocotal         | Mario Alfaro          | Ocotal, Nueva Segovia | Estadio Roy Fernando Bermúdez  | 1.500     | 2002 (17 años)  |
| Chinandega FC     | Reyna Espinoza        | Chinandega            | Estadio La Veranera            | 800       | 1975 (44 años)  |
| Diriangén FC      | Mauricio Cruz         | Diriamba, Carazo      | Estadio Cacique Diriangén      | 8.000     | 1917 (102 años) |
| Juventus FC       | Roberto Chanampe      | Managua               | Estadio Nacional               | 20.000    | 1977 (42 años)  |
| Managua FC        | Emilio Aburto         | Managua               | Estadio Nacional               | 20.000    | 2006 (13 años)  |
| Real Estelí FC    | Sergio Iván Rodríguez | Estelí                | Estadio Independencia          | 9.000     | 1961 (58 años)  |
| Real Madriz FC    | Emiliano Barrera      | Somoto, Madriz        | Estadio Solidaridad            | 2.500     | 1996 (23 años)  |
| UNAN FC           | Daniel García         | Managua               | Estadio Nacional               | 20.000    | 1996 (23 años)  |
| CD Walter Ferreti | Henry Urbina          | Managua               | Estadio Olímpico del IND       | 8.000     | 1987 (32 años)  |

## Fase de clasificación

### Tabla de posiciones
| Pos | Equipos           | PJ | PG | PE | PP | GF | GC | Dif. | Pts. |
| --- | ----------------- | -- | -- | -- | -- | -- | -- | ---- | ---- |
| 1.  | Real Estelí FC    | 18 | 14 | 3  | 1  | 44 | 13 | +31  | 45   |
| 2.  | Managua FC        | 18 | 13 | 1  | 4  | 51 | 24 | +27  | 40   |
| 3.  | CD Walter Ferreti | 18 | 11 | 3  | 4  | 31 | 15 | +16  | 36   |
| 4.  | Juventus FC       | 18 | 8  | 2  | 8  | 40 | 40 | 0    | 26   |
| 5.  | Diriangén FC      | 18 | 7  | 4  | 7  | 36 | 29 | +7   | 25   |
| 6.  | CD Ocotal         | 18 | 6  | 5  | 7  | 27 | 25 | +2   | 23   |
| 7.  | UNAN FC           | 18 | 5  | 3  | 10 | 25 | 38 | -13  | 18   |
| 8.  | Real Madriz FC    | 18 | 3  | 6  | 9  | 16 | 31 | -13  | 15   |
| 9.  | ART Jalapa        | 18 | 4  | 3  | 11 | 22 | 54 | -32  | 15   |
| 10. | Chinandega FC     | 18 | 3  | 2  | 13 | 15 | 38 | -23  | 11   |

| Simbología |
| --- |
| Pos – Posición; PJ – Partidos Jugados; PG - Partidos Ganados; PE - Partidos Empatados; PP - Partidos Perdidos; GF – Goles a Favor; GC – Goles en Contra; DIF – Diferencia de Goles; PTS - Puntos. |

|  | Líder, Clasifica a la Fase Final (1.er Lugar). |
|  | Clasifica a la Fase Final (2.º Lugar).         |
|  | Clasifica a Repechaje (3.º al 6.º Lugar).      |
|  | Último lugar.                                  |

### Tabla general
| Pos | Equipos           | PJ | PG | PE | PP | GF | GC | Dif. | Pts. |
| --- | ----------------- | -- | -- | -- | -- | -- | -- | ---- | ---- |
| 1.  | Managua FC        | 36 | 27 | 3  | 6  | 91 | 41 | +50  | 84   |
| 2.  | Real Estelí FC    | 36 | 24 | 9  | 3  | 77 | 25 | +52  | 81   |
| 3.  | CD Walter Ferreti | 36 | 18 | 10 | 8  | 52 | 33 | +19  | 64   |
| 4.  | Diriangén FC      | 36 | 14 | 9  | 13 | 59 | 48 | +11  | 51   |
| 5.  | Juventus FC       | 36 | 15 | 5  | 16 | 65 | 60 | +5   | 50   |
| 6.  | Real Madriz FC    | 36 | 10 | 12 | 14 | 41 | 60 | -19  | 42   |
| 7.  | CD Ocotal         | 36 | 9  | 11 | 16 | 44 | 57 | -13  | 38   |
| 8.  | ART Jalapa        | 36 | 9  | 7  | 20 | 37 | 84 | -47  | 34   |
| 9.  | Chinandega FC     | 36 | 7  | 8  | 21 | 39 | 71 | -32  | 29   |
| 10. | UNAN FC           | 36 | 7  | 6  | 23 | 44 | 70 | -26  | 27   |

| Simbología |
| --- |
| Pos – Posición; PJ – Partidos Jugados; PG - Partidos Ganados; PE - Partidos Empatados; PP - Partidos Perdidos; GF – Goles a Favor; GC – Goles en Contra; DIF – Diferencia de Goles; PTS - Puntos. |

|  | Líder de la Temporada.                           |
|  | Repechaje contra Subcampeón de Segunda División. |
|  | Desciende a Segunda División.                    |

### Evolución de la clasificación
| Real Estelí FC                          | 2  | 4  | 2  | 3  | 5  | 4  | 4  | 3  | 3  | 2  | 2  | 1  | 1  | 1  | 1  | 1  | 1  | 1  |
| Managua FC                              | 3  | 3  | 4  | 1  | 1  | 1  | 2  | 2  | 1  | 1  | 1  | 3  | 3  | 3  | 2  | 2  | 2  | 2  |
| CD Walter Ferreti                       | 4  | 5  | 5  | 2  | 2  | 2  | 1  | 1  | 2  | 3  | 3  | 2  | 2  | 2  | 3  | 3  | 3  | 3  |
| Juventus FC                             | 7  | 7  | 8  | 8  | 9  | 10 | 9  | 7  | 6  | 6  | 6  | 5  | 5  | 5  | 6  | 5  | 4  | 4  |
| Diriangén FC                            | 1  | 2  | 1  | 5  | 3  | 5  | 3  | 4  | 4  | 4  | 4  | 4  | 4  | 4  | 4  | 4  | 5  | 5  |
| CD Ocotal                               | 5  | 1  | 3  | 4  | 4  | 3  | 5  | 5  | 5  | 5  | 5  | 6  | 6  | 6  | 5  | 6  | 6  | 6  |
| UNAN FC                                 | 8  | 10 | 10 | 7  | 8  | 8  | 7  | 8  | 9  | 9  | 9  | 8  | 10 | 8  | 9  | 9  | 8  | 7  |
| Real Madriz FC                          | 10 | 9  | 9  | 9  | 10 | 9  | 10 | 9  | 8  | 8  | 7  | 7  | 7  | 7  | 7  | 7  | 7  | 8  |
| ART Jalapa                              | 9  | 6  | 6  | 6  | 6  | 6  | 6  | 6  | 7  | 7  | 8  | 9  | 8  | 9  | 8  | 8  | 9  | 9  |
| Chinandega FC                           | 6  | 8  | 7  | 10 | 7  | 7  | 8  | 10 | 10 | 10 | 10 | 10 | 9  | 10 | 10 | 10 | 10 | 10 |
| Última actualización: 1 de mayo de 2019 |    |    |    |    |    |    |    |    |    |    |    |    |    |    |    |    |    |    |

### Resultados Cruzados
| ART Jalapa                              |       | 1 - 1 | 1 - 0 | 2 - 4 | 4 - 1 | 2 - 2 | 0 - 10 | 0 - 2 | 0 - 0 | 1 - 2 |
| CD Ocotal                               | 2 - 1 |       | 1 - 0 | 3 - 0 | 1 - 2 | 1 - 2 | 1 - 2  | 3 - 2 | 2 - 2 | 1 - 2 |
| Chinandega FC                           | 2 - 3 | 0 - 1 |       | 1 - 2 | 2 - 4 | 0 - 4 | 3 - 0  | 2 - 0 | 1 - 1 | 0 - 3 |
| Diriangén FC                            | 6 - 2 | 1 - 1 | 5 - 0 |       | 3 - 1 | 3 - 1 | 2 - 3  | 2 - 2 | 1 - 0 | 1 - 1 |
| Juventus FC                             | 6 - 1 | 3 - 0 | 5 - 0 | 2 - 1 |       | 2 - 3 | 2 - 2  | 3 - 3 | 3 - 2 | 2 - 1 |
| Managua FC                              | 3 - 0 | 4 - 2 | 3 - 1 | 5 - 3 | 6 - 1 |       | 0 - 1  | 5 - 1 | 3 - 1 | 1 - 2 |
| Real Estelí FC                          | 6 - 2 | 1 - 1 | 1 - 0 | 1 - 0 | 3 - 1 | 2 - 1 |        | 4 - 0 | 3 - 0 | 1 - 0 |
| Real Madriz FC                          | 0 - 1 | 0 - 0 | 0 - 0 | 0 - 0 | 3 - 0 | 0 - 3 | 0 - 1  |       | 2 - 1 | 0 - 3 |
| UNAN FC                                 | 4 - 1 | 0 - 5 | 3 - 2 | 2 - 1 | 4 - 2 | 1 - 3 | 0 - 3  | 3 - 1 |       | 2 - 3 |
| CD Walter Ferreti                       | 3 - 0 | 2 - 1 | 4 - 0 | 2 - 1 | 1 - 0 | 1 - 2 | 0 - 0  | 0 - 0 | 1 - 2 |       |
| Última actualización: 1 de mayo de 2019 |       |       |       |       |       |       |        |       |       |       |

|  | Victoria del equipo local     |
|  | Empate                        |
|  | Victoria del equipo visitante |

### Jornadas
- Los horarios son correspondientes al tiempo de Nicaragua (UTC-6).

#### Primera vuelta
| CD Walter Ferreti | 1 - 0 | Juventus FC    | Estadio Nacional          | 25 de enero | 19:00 |
| Real Estelí FC    | 4 - 0 | Real Madriz FC | Estadio Independencia     | 26 de enero | 19:00 |
| CD Ocotal         | 1 - 0 | Chinandega FC  | Estadio Roy Bermúdez      | 27 de enero | 15:00 |
| Diriangén FC      | 6 - 2 | ART Jalapa     | Estadio Cacique Diriangén | 27 de enero | 15:00 |
| Managua FC        | 3 - 1 | UNAN FC        | Estadio Nacional          | 27 de enero | 18:00 |

| UNAN FC           | 0 - 5 | CD Ocotal      | Estadio Nacional    | 1 de febrero | 19:00 |
| Real Madriz FC    | 0 - 1 | ART Jalapa     | Estadio Solidaridad | 2 de febrero | 19:00 |
| Chinandega FC     | 1 - 2 | Diriangén FC   | Estadio La Veranera | 3 de febrero | 15:00 |
| Juventus FC       | 2 - 2 | Real Estelí FC | Estadio Nacional    | 3 de febrero | 16:00 |
| CD Walter Ferreti | 1 - 2 | Managua FC     | Estadio Nacional    | 3 de febrero | 19:00 |

| ART Jalapa     | 4 - 1 | Juventus FC       | Estadio Solidaridad       | 6 de febrero | 15:00 |
| CD Ocotal      | 1 - 2 | CD Walter Ferreti | Estadio Roy Bermúdez      | 6 de febrero | 15:00 |
| Diriangén FC   | 2 - 2 | Real Madriz FC    | Estadio Cacique Diriangén | 6 de febrero | 15:00 |
| Chinandega FC  | 1 - 1 | UNAN FC           | Estadio La Veranera       | 6 de febrero | 15:00 |
| Real Estelí FC | 2 - 1 | Managua FC        | Estadio Independencia     | 6 de febrero | 19:00 |

| UNAN FC           | 2 - 1 | Diriangén FC   | Estadio Nacional      | 9 de febrero  | 16:00 |
| Real Estelí FC    | 1 - 1 | CD Ocotal      | Estadio Independencia | 9 de febrero  | 19:00 |
| CD Walter Ferreti | 4 - 0 | Chinandega FC  | Estadio Nacional      | 9 de febrero  | 19:00 |
| Managua FC        | 3 - 0 | ART Jalapa     | Estadio Nacional      | 10 de febrero | 16:00 |
| Juventus FC       | 3 - 3 | Real Madriz FC | Estadio Nacional      | 10 de febrero | 19:00 |

| ART Jalapa     | 1 - 1 | CD Ocotal         | Estadio Roy Bermúdez      | 13 de febrero | 15:00 |
| Chinandega FC  | 3 - 0 | Real Estelí FC    | Estadio La Veranera       | 13 de febrero | 15:00 |
| Diriangén FC   | 3 - 1 | Juventus FC       | Estadio Cacique Diriangén | 13 de febrero | 15:00 |
| UNAN FC        | 2 - 3 | CD Walter Ferreti | Estadio Nacional          | 13 de febrero | 19:00 |
| Real Madriz FC | 0 - 3 | Managua FC        | Estadio Solidaridad       | 13 de febrero | 19:00 |

| Real Estelí FC    | 3 - 0 | UNAN FC        | Estadio Independencia | 16 de febrero | 19:00 |
| CD Walter Ferreti | 2 - 1 | Diriangén FC   | Estadio Nacional      | 16 de febrero | 19:00 |
| ART Jalapa        | 1 - 0 | Chinandega FC  | Estadio Solidaridad   | 17 de febrero | 15:00 |
| CD Ocotal         | 3 - 2 | Real Madriz FC | Estadio Roy Bermúdez  | 17 de febrero | 15:00 |
| Managua FC        | 6 - 1 | Juventus FC    | Estadio Nacional      | 17 de febrero | 18:00 |

| UNAN FC           | 4 - 1 | ART Jalapa     | Estadio Nacional          | 23 de febrero | 16:00 |
| CD Walter Ferreti | 0 - 0 | Real Estelí FC | Estadio Nacional          | 23 de febrero | 19:00 |
| Real Madriz FC    | 0 - 0 | Chinandega FC  | Estadio Solidaridad       | 23 de febrero | 19:00 |
| Diriangén FC      | 3 - 1 | Managua FC     | Estadio Cacique Diriangén | 24 de febrero | 15:00 |
| Juventus FC       | 3 - 0 | CD Ocotal      | Estadio Nacional          | 24 de febrero | 18:00 |

| Real Estelí FC | 1 - 0 | Diriangén FC      | Estadio Independencia | 9 de marzo  | 19:00 |
| Real Madriz FC | 2 - 1 | UNAN FC           | Estadio Solidaridad   | 9 de marzo  | 19:00 |
| CD Ocotal      | 1 - 2 | Managua FC        | Estadio Roy Bermúdez  | 10 de marzo | 15:00 |
| ART Jalapa     | 1 - 2 | CD Walter Ferreti | Estadio Solidaridad   | 10 de marzo | 15:00 |
| Chinandega FC  | 2 - 4 | Juventus FC       | Estadio La Veranera   | 10 de marzo | 15:00 |

| Diriangén FC      | 1 - 1 | CD Ocotal      | Estadio Cacique Diriangén | 13 de marzo | 15:00 |
| CD Walter Ferreti | 0 - 0 | Real Madriz FC | Estadio Olímpico IND      | 13 de marzo | 15:00 |
| Managua FC        | 3 - 1 | Chinandega FC  | Estadio Nacional          | 13 de marzo | 16:00 |
| Juventus FC       | 3 - 2 | UNAN FC        | Estadio Nacional          | 13 de marzo | 19:00 |
| Real Estelí FC    | 6 - 2 | ART Jalapa     | Estadio Independencia     | 13 de marzo | 19:00 |

#### Segunda vuelta
| UNAN FC        | 1 - 3 | Managua FC        | Estadio Nacional     | 16 de marzo | 19:00 |
| Real Madriz FC | 0 - 1 | Real Estelí FC    | Estadio Solidaridad  | 16 de marzo | 19:00 |
| ART Jalapa     | 2 - 4 | Diriangén FC      | Estadio Roy Bermúdez | 17 de marzo | 15:00 |
| Chinandega FC  | 0 - 1 | CD Ocotal         | Estadio La Veranera  | 17 de marzo | 15:00 |
| Juventus FC    | 2 - 1 | CD Walter Ferreti | Estadio Nacional     | 17 de marzo | 18:00 |

| ART Jalapa     | 0 - 2 | Real Madriz FC    | Estadio Solidaridad       | 30 de marzo | 15:00 |
| Real Estelí FC | 3 - 1 | Juventus FC       | Estadio Independencia     | 30 de marzo | 19:00 |
| Managua FC     | 1 - 2 | CD Walter Ferreti | Estadio Nacional          | 30 de marzo | 19:00 |
| Diriangén FC   | 5 - 0 | Chinandega FC     | Estadio Cacique Diriangén | 31 de marzo | 15:00 |
| CD Ocotal      | 2 - 2 | UNAN FC           | Estadio Roy Bermúdez      | 31 de marzo | 15:00 |

| CD Walter Ferreti | 2 - 1 | CD Ocotal      | Estadio Olímpico IND    | 3 de abril | 15:00 |
| Juventus FC       | 6 - 1 | ART Jalapa     | Estadio Arnoldo y Matty | 3 de abril | 16:00 |
| UNAN FC           | 3 - 2 | Chinandega FC  | Estadio Nacional        | 3 de abril | 16:00 |
| Real Madriz FC    | 0 - 0 | Diriangén FC   | Estadio Solidaridad     | 3 de abril | 19:00 |
| Managua FC        | 0 - 1 | Real Estelí FC | Estadio Nacional        | 3 de abril | 19:00 |

| Diriangén FC   | 1 - 0 | UNAN FC           | Estadio Cacique Diriangén | 6 de abril | 19:00 |
| Real Madriz FC | 3 - 0 | Juventus FC       | Estadio Solidaridad       | 6 de abril | 19:00 |
| ART Jalapa     | 2 - 2 | Managua FC        | Estadio Solidaridad       | 7 de abril | 15:00 |
| CD Ocotal      | 1 - 2 | Real Estelí FC    | Estadio Roy Bermúdez      | 7 de abril | 15:00 |
| Chinandega FC  | 0 - 3 | CD Walter Ferreti | Estadio La Veranera       | 7 de abril | 15:00 |

| CD Ocotal         | 2 - 1 | ART Jalapa     | Estadio Roy Bermúdez    | 10 de abril | 15:00 |
| Juventus FC       | 2 - 1 | Diriangén FC   | Estadio Arnoldo y Matty | 10 de abril | 16:00 |
| CD Walter Ferreti | 1 - 2 | UNAN FC        | Estadio Nacional        | 10 de abril | 16:00 |
| Managua FC        | 5 - 1 | Real Madriz FC | Estadio Nacional        | 10 de abril | 19:00 |
| Real Estelí FC    | 1 - 0 | Chinandega FC  | Estadio Independencia   | 10 de abril | 19:00 |

| Juventus FC    | 2 - 3 | Managua FC        | Estadio Arnoldo y Matty   | 13 de abril | 16:00 |
| Real Madriz FC | 0 - 0 | CD Ocotal         | Estadio Solidaridad       | 13 de abril | 19:00 |
| UNAN FC        | 0 - 3 | Real Estelí FC    | Estadio Nacional          | 13 de abril | 19:00 |
| Diriangén FC   | 1 - 1 | CD Walter Ferreti | Estadio Cacique Diriangén | 13 de abril | 19:00 |
| Chinandega FC  | 2 - 3 | ART Jalapa        | Estadio La Veranera       | 14 de abril | 15:00 |

| ART Jalapa     | 0 - 0 | UNAN FC           | Estadio Solidaridad   | 17 de abril | 15:00 |
| CD Ocotal      | 1 - 2 | Juventus FC       | Estadio Roy Bermúdez  | 17 de abril | 15:00 |
| Chinandega FC  | 2 - 0 | Real Madriz FC    | Estadio La Veranera   | 17 de abril | 15:00 |
| Managua FC     | 5 - 3 | Diriangén FC      | Estadio Nacional      | 17 de abril | 18:00 |
| Real Estelí FC | 1 - 0 | CD Walter Ferreti | Estadio Independencia | 17 de abril | 19:00 |

| Managua FC        | 4 - 2 | CD Ocotal      | Estadio Nacional          | 27 de abril | 19:00 |
| Diriangén FC      | 2 - 3 | Real Estelí FC | Estadio Cacique Diriangén | 27 de abril | 19:00 |
| Juventus FC       | 5 - 0 | Chinandega FC  | Estadio Arnoldo y Matty   | 28 de abril | 16:00 |
| UNAN FC           | 3 - 1 | Real Madriz FC | Estadio Nacional          | 28 de abril | 16:00 |
| CD Walter Ferreti | 3 - 0 | ART Jalapa     | Estadio Nacional          | 28 de abril | 19:00 |

| ART Jalapa     | 0 - 10 | Real Estelí FC    | Estadio Independencia | 1 de mayo | 15:00 |
| Chinandega FC  | 0 - 4  | Managua FC        | Estadio La Veranera   | 1 de mayo | 15:00 |
| UNAN FC        | 4 - 2  | Juventus FC       | Estadio Nacional      | 1 de mayo | 15:00 |
| CD Ocotal      | 3 - 0  | Diriangén FC      | Estadio Roy Bermúdez  | 1 de mayo | 15:00 |
| Real Madriz FC | 0 - 3  | CD Walter Ferreti | Estadio Solidaridad   | 1 de mayo | 15:00 |

## Repechaje
| 4 de mayo de 2019, 19:00                                                     | CD Walter Ferreti            | 1:0     | CD Ocotal | Estadio Nacional, Managua |  |
|                                                                              | Rafael de Almeida 69' (pen.) | Reporte |           |                           |  |
| El CD Walter Ferreti clasifica a semifinales con un resultado global de 1:0. |                              |         |           |                           |  |

| 5 de mayo de 2019, 17:00                                                | Juventus FC       | 1:2     | Diriangén FC                           | Estadio Nacional, Managua |  |
|                                                                         | Allan Mercado 82' | Reporte | Luis Coronel 57' · Yeison Esquivel 62' |                           |  |
| El Diriangén FC clasifica a semifinales con un resultado global de 1:2. |                   |         |                                        |                           |  |

## Fase Final

### Cuadro de desarrollo
|  | Semifinales                                                    | Semifinales                                                    | Semifinales                                                    | Semifinales                                                    | Semifinales                                                    |   |    | Final                                                | Final                                                | Final                                                | Final                                                | Final                                                |  |
|  | 11 y 12 de mayo de 2019 (Ida) 18 y 19 de mayo de 2019 (Vuelta) | 11 y 12 de mayo de 2019 (Ida) 18 y 19 de mayo de 2019 (Vuelta) | 11 y 12 de mayo de 2019 (Ida) 18 y 19 de mayo de 2019 (Vuelta) | 11 y 12 de mayo de 2019 (Ida) 18 y 19 de mayo de 2019 (Vuelta) | 11 y 12 de mayo de 2019 (Ida) 18 y 19 de mayo de 2019 (Vuelta) |   |    | 25 de mayo de 2019 (Ida) 1 de junio de 2019 (Vuelta) | 25 de mayo de 2019 (Ida) 1 de junio de 2019 (Vuelta) | 25 de mayo de 2019 (Ida) 1 de junio de 2019 (Vuelta) | 25 de mayo de 2019 (Ida) 1 de junio de 2019 (Vuelta) | 25 de mayo de 2019 (Ida) 1 de junio de 2019 (Vuelta) |  |
|  |                                                                |                                                                |                                                                |                                                                |                                                                |   |    |                                                      |                                                      |                                                      |                                                      |                                                      |  |
|  |                                                                |                                                                |                                                                |                                                                |                                                                |   |    |                                                      |                                                      |                                                      |                                                      |                                                      |  |
|  | 1°                                                             | Real Estelí FC                                                 | 0                                                              | 3                                                              | 3                                                              |   |    |                                                      |                                                      |                                                      |                                                      |                                                      |  |
|  | 1°                                                             | Real Estelí FC                                                 | 0                                                              | 3                                                              | 3                                                              |   |    |                                                      |                                                      |                                                      |                                                      |                                                      |  |
|  | 5°                                                             | Diriangén FC                                                   | 1                                                              | 0                                                              | 1                                                              |   |    |                                                      |                                                      |                                                      |                                                      |                                                      |  |
|  | 5°                                                             | Diriangén FC                                                   | 1                                                              | 0                                                              | 1                                                              |   | 1° | Real Estelí FC                                       | 3                                                    | 0                                                    | 3                                                    |                                                      |  |
|  |                                                                |                                                                |                                                                |                                                                |                                                                |   | 1° | Real Estelí FC                                       | 3                                                    | 0                                                    | 3                                                    |                                                      |  |
|  |                                                                |                                                                | 2°                                                             | Managua FC                                                     | 3                                                              | 0 | 3  |                                                      |                                                      |                                                      |                                                      |                                                      |  |
|  | 2°                                                             | Managua FC                                                     | 2°                                                             | Managua FC                                                     | 3                                                              | 0 | 3  | 1                                                    | 0                                                    | 1                                                    |                                                      |                                                      |  |
|  | 2°                                                             | Managua FC                                                     |                                                                |                                                                |                                                                |   |    | 1                                                    | 0                                                    | 1                                                    |                                                      |                                                      |  |
|  | 3°                                                             | CD Walter Ferreti                                              | 1                                                              | 0                                                              | 1                                                              |   |    |                                                      |                                                      |                                                      |                                                      |                                                      |  |
|  | 3°                                                             | CD Walter Ferreti                                              | 1                                                              | 0                                                              | 1                                                              |   |    |                                                      |                                                      |                                                      |                                                      |                                                      |  |
|  |                                                                |                                                                |                                                                |                                                                |                                                                |   |    |                                                      |                                                      |                                                      |                                                      |                                                      |  |

### Semifinales

#### Ida
| 11 de mayo de 2019, 19:00 | Diriangén FC           | 1:0     | Real Estelí FC | Estadio Cacique Diriangén, Diriamba |  |
|                           | Luis Coronel 7' (pen.) | Reporte |                |                                     |  |

| 12 de mayo de 2019, 18:00 | CD Walter Ferreti     | 1:1     | Managua FC               | Estadio Nacional, Managua |  |
|                           | Rodrigo Hernández 62' | Reporte | Christiano Fernández 73' |                           |  |

#### Vuelta
| 18 de mayo de 2019, 19:00                                              | Real Estelí FC                                      | 3:0     | Diriangén FC | Estadio Independencia, Estelí |  |
|                                                                        | Óscar López 11' · Henry García 64' · Luis López 76' | Reporte |              |                               |  |
| El Real Estelí FC clasifica a la final con un resultado global de 3:1. |                                                     |         |              |                               |  |

| 19 de mayo de 2019, 18:00                                          | Managua FC | 0:0     | CD Walter Ferreti | Estadio Nacional, Managua |  |
|                                                                    |            | Reporte |                   |                           |  |
| El Managua FC clasifica a la final con un resultado global de 1:1. |            |         |                   |                           |  |

### Final

#### Ida
| 1     | POR   | Justo Lorente        |     |
| 2     | DEF   | Marel Álvarez        |     |
| 3     | DEF   | Wesner de Trinidad   |     |
| 5     | DEF   | Rigoberto Fuentes    |     |
| 7     | DEF   | Kevin Serapio        |     |
| 10    | MED   | Agenor Báez          | 88' |
| 11    | MED   | Erick Mendoza        |     |
| 17    | MED   | Christiano Fernandes |     |
| 23    | MED   | Nahúm Peralta        | 86' |
| 9     | DEL   | Lucas dos Santos     |     |
| 44    | DEL   | Isaac Sequeira       | 46' |
| D. T. | D. T. | Emilio Aburto        |     |

| 25    | POR   | Esdras González     |     |
| 4     | DEF   | Jason Casco         |     |
| 7     | DEF   | Manuel Rosas        |     |
| 24    | DEF   | Cristhian Gutiérrez |     |
| 27    | DEF   | Josué Quijano       | 59' |
| 6     | MED   | Jorge Betancur      |     |
| 8     | MED   | Richard Rodríguez   |     |
| 9     | MED   | Henry García        | 85' |
| 21    | MED   | Marlon López        |     |
| 41    | MED   | Ricardo Rivas       | 46' |
| 17    | DEL   | Luis Galeano        |     |
| D. T. | D. T. | Sergio Rodríguez    |     |

| 20 | Centrocampista | Jeffry Araica  | 46' |
| 8  | Defensa        | Ulises Pozo    | 86' |
| 14 | Defensa        | Camphers Pérez | 88' |

| 3  | Defensa   | Luis López        | 46' |
| 13 | Defensa   | Francisco Paz     | 59' |
| 12 | Delantero | Vinicius de Souza | 85' |

| 42' (pen.) · 66' · 74' | Lucas dos Santos Kevin Serapio | 1:1 2:2 3:2 |

| 39' · 45' · 90' | Ricardo Rivas Cristhian Gutiérrez Vinicius de Souza | 0:1 1:2 3:3 |

| 89' | Wesner de Trinidad |

| 41' · 70' · 72' | Henry García Marlon López Luis Galeano |

| Principal  | Óscar Dávila    |
| Asistentes | José Ojeda      |
|            | Henry Pupiro    |
| Cuarto     | Ricardo Mendoza |

| 1     | POR   | Justo Lorente        |     |
| 2     | DEF   | Marel Álvarez        |     |
| 3     | DEF   | Wesner de Trinidad   |     |
| 5     | DEF   | Rigoberto Fuentes    |     |
| 7     | DEF   | Kevin Serapio        |     |
| 10    | MED   | Agenor Báez          | 88' |
| 11    | MED   | Erick Mendoza        |     |
| 17    | MED   | Christiano Fernandes |     |
| 23    | MED   | Nahúm Peralta        | 86' |
| 9     | DEL   | Lucas dos Santos     |     |
| 44    | DEL   | Isaac Sequeira       | 46' |
| D. T. | D. T. | Emilio Aburto        |     |

| 25    | POR   | Esdras González     |     |
| 4     | DEF   | Jason Casco         |     |
| 7     | DEF   | Manuel Rosas        |     |
| 24    | DEF   | Cristhian Gutiérrez |     |
| 27    | DEF   | Josué Quijano       | 59' |
| 6     | MED   | Jorge Betancur      |     |
| 8     | MED   | Richard Rodríguez   |     |
| 9     | MED   | Henry García        | 85' |
| 21    | MED   | Marlon López        |     |
| 41    | MED   | Ricardo Rivas       | 46' |
| 17    | DEL   | Luis Galeano        |     |
| D. T. | D. T. | Sergio Rodríguez    |     |

| 20 | Centrocampista | Jeffry Araica  | 46' |
| 8  | Defensa        | Ulises Pozo    | 86' |
| 14 | Defensa        | Camphers Pérez | 88' |

| 3  | Defensa   | Luis López        | 46' |
| 13 | Defensa   | Francisco Paz     | 59' |
| 12 | Delantero | Vinicius de Souza | 85' |

| 42' (pen.) · 66' · 74' | Lucas dos Santos Kevin Serapio | 1:1 2:2 3:2 |

| 39' · 45' · 90' | Ricardo Rivas Cristhian Gutiérrez Vinicius de Souza | 0:1 1:2 3:3 |

| 89' | Wesner de Trinidad |

| 41' · 70' · 72' | Henry García Marlon López Luis Galeano |

| Principal  | Óscar Dávila    |
| Asistentes | José Ojeda      |
|            | Henry Pupiro    |
| Cuarto     | Ricardo Mendoza |

| 1     | POR   | Justo Lorente        |     |
| 2     | DEF   | Marel Álvarez        |     |
| 3     | DEF   | Wesner de Trinidad   |     |
| 5     | DEF   | Rigoberto Fuentes    |     |
| 7     | DEF   | Kevin Serapio        |     |
| 10    | MED   | Agenor Báez          | 88' |
| 11    | MED   | Erick Mendoza        |     |
| 17    | MED   | Christiano Fernandes |     |
| 23    | MED   | Nahúm Peralta        | 86' |
| 9     | DEL   | Lucas dos Santos     |     |
| 44    | DEL   | Isaac Sequeira       | 46' |
| D. T. | D. T. | Emilio Aburto        |     |

| 25    | POR   | Esdras González     |     |
| 4     | DEF   | Jason Casco         |     |
| 7     | DEF   | Manuel Rosas        |     |
| 24    | DEF   | Cristhian Gutiérrez |     |
| 27    | DEF   | Josué Quijano       | 59' |
| 6     | MED   | Jorge Betancur      |     |
| 8     | MED   | Richard Rodríguez   |     |
| 9     | MED   | Henry García        | 85' |
| 21    | MED   | Marlon López        |     |
| 41    | MED   | Ricardo Rivas       | 46' |
| 17    | DEL   | Luis Galeano        |     |
| D. T. | D. T. | Sergio Rodríguez    |     |

| 20 | Centrocampista | Jeffry Araica  | 46' |
| 8  | Defensa        | Ulises Pozo    | 86' |
| 14 | Defensa        | Camphers Pérez | 88' |

| 3  | Defensa   | Luis López        | 46' |
| 13 | Defensa   | Francisco Paz     | 59' |
| 12 | Delantero | Vinicius de Souza | 85' |

| 42' (pen.) · 66' · 74' | Lucas dos Santos Kevin Serapio | 1:1 2:2 3:2 |

| 39' · 45' · 90' | Ricardo Rivas Cristhian Gutiérrez Vinicius de Souza | 0:1 1:2 3:3 |

| 89' | Wesner de Trinidad |

| 41' · 70' · 72' | Henry García Marlon López Luis Galeano |

| Principal  | Óscar Dávila    |
| Asistentes | José Ojeda      |
|            | Henry Pupiro    |
| Cuarto     | Ricardo Mendoza |

| 1     | POR   | Justo Lorente        |     |
| 2     | DEF   | Marel Álvarez        |     |
| 3     | DEF   | Wesner de Trinidad   |     |
| 5     | DEF   | Rigoberto Fuentes    |     |
| 7     | DEF   | Kevin Serapio        |     |
| 10    | MED   | Agenor Báez          | 88' |
| 11    | MED   | Erick Mendoza        |     |
| 17    | MED   | Christiano Fernandes |     |
| 23    | MED   | Nahúm Peralta        | 86' |
| 9     | DEL   | Lucas dos Santos     |     |
| 44    | DEL   | Isaac Sequeira       | 46' |
| D. T. | D. T. | Emilio Aburto        |     |

| 25    | POR   | Esdras González     |     |
| 4     | DEF   | Jason Casco         |     |
| 7     | DEF   | Manuel Rosas        |     |
| 24    | DEF   | Cristhian Gutiérrez |     |
| 27    | DEF   | Josué Quijano       | 59' |
| 6     | MED   | Jorge Betancur      |     |
| 8     | MED   | Richard Rodríguez   |     |
| 9     | MED   | Henry García        | 85' |
| 21    | MED   | Marlon López        |     |
| 41    | MED   | Ricardo Rivas       | 46' |
| 17    | DEL   | Luis Galeano        |     |
| D. T. | D. T. | Sergio Rodríguez    |     |

| 20 | Centrocampista | Jeffry Araica  | 46' |
| 8  | Defensa        | Ulises Pozo    | 86' |
| 14 | Defensa        | Camphers Pérez | 88' |

| 3  | Defensa   | Luis López        | 46' |
| 13 | Defensa   | Francisco Paz     | 59' |
| 12 | Delantero | Vinicius de Souza | 85' |

| 42' (pen.) · 66' · 74' | Lucas dos Santos Kevin Serapio | 1:1 2:2 3:2 |

| 39' · 45' · 90' | Ricardo Rivas Cristhian Gutiérrez Vinicius de Souza | 0:1 1:2 3:3 |

| 89' | Wesner de Trinidad |

| 41' · 70' · 72' | Henry García Marlon López Luis Galeano |

| Principal  | Óscar Dávila    |
| Asistentes | José Ojeda      |
|            | Henry Pupiro    |
| Cuarto     | Ricardo Mendoza |

#### Vuelta
| 25    | POR   | Esdras González   |     |
| 4     | DEF   | Jason Casco       | 65' |
| 7     | DEF   | Manuel Rosas      | 46' |
| 20    | DEF   | Óscar López       |     |
| 27    | DEF   | Josué Quijano     |     |
| 8     | MED   | Richard Rodríguez |     |
| 9     | MED   | Henry García      |     |
| 21    | MED   | Marlon López      |     |
| 41    | MED   | Ricardo Rivas     | 61' |
| 12    | DEL   | Vinicius de Souza |     |
| 17    | DEL   | Luis Galeano      |     |
| D. T. | D. T. | Sergio Rodríguez  |     |

| 12    | POR   | Erly Méndez          |     |
| 2     | DEF   | Marel Álvarez        |     |
| 3     | DEF   | Wesner de Trinidad   |     |
| 5     | DEF   | Rigoberto Fuentes    |     |
| 7     | DEF   | Kevin Serapio        |     |
| 10    | MED   | Agenor Báez          | 89' |
| 11    | MED   | Erick Mendoza        |     |
| 17    | MED   | Christiano Fernandes | 83' |
| 9     | DEL   | Lucas dos Santos     |     |
| 19    | DEL   | Edward Morillo       |     |
| 44    | DEL   | Isaac Sequeira       | 46' |
| D. T. | D. T. | Emilio Aburto        |     |

| 23 | Defensa        | Óscar Acevedo       | 46' |
| 6  | Centrocampista | Jorge Betancur      | 61' |
| 24 | Defensa        | Cristhian Gutiérrez | 65' |

| 23 | Centrocampista | Nahúm Peralta | 46' |
| 20 | Centrocampista | Jeffry Araica | 83' |
| 26 | Delantero      | Bryan García  | 89' |

| 60' · 68' · 94' · 94' | Marlon López Richard Rodríguez Óscar López Óscar Acevedo |

| 42' · 58' | Rigoberto Fuentes Edward Morillo |

| Principal  | Nitzar Sandoval  |
| Asistentes | Enmanuel Aguirre |
|            | Henry Pupiro     |
| Cuarto     | Ricardo Mendoza  |

| 25    | POR   | Esdras González   |     |
| 4     | DEF   | Jason Casco       | 65' |
| 7     | DEF   | Manuel Rosas      | 46' |
| 20    | DEF   | Óscar López       |     |
| 27    | DEF   | Josué Quijano     |     |
| 8     | MED   | Richard Rodríguez |     |
| 9     | MED   | Henry García      |     |
| 21    | MED   | Marlon López      |     |
| 41    | MED   | Ricardo Rivas     | 61' |
| 12    | DEL   | Vinicius de Souza |     |
| 17    | DEL   | Luis Galeano      |     |
| D. T. | D. T. | Sergio Rodríguez  |     |

| 12    | POR   | Erly Méndez          |     |
| 2     | DEF   | Marel Álvarez        |     |
| 3     | DEF   | Wesner de Trinidad   |     |
| 5     | DEF   | Rigoberto Fuentes    |     |
| 7     | DEF   | Kevin Serapio        |     |
| 10    | MED   | Agenor Báez          | 89' |
| 11    | MED   | Erick Mendoza        |     |
| 17    | MED   | Christiano Fernandes | 83' |
| 9     | DEL   | Lucas dos Santos     |     |
| 19    | DEL   | Edward Morillo       |     |
| 44    | DEL   | Isaac Sequeira       | 46' |
| D. T. | D. T. | Emilio Aburto        |     |

| 23 | Defensa        | Óscar Acevedo       | 46' |
| 6  | Centrocampista | Jorge Betancur      | 61' |
| 24 | Defensa        | Cristhian Gutiérrez | 65' |

| 23 | Centrocampista | Nahúm Peralta | 46' |
| 20 | Centrocampista | Jeffry Araica | 83' |
| 26 | Delantero      | Bryan García  | 89' |

| 60' · 68' · 94' · 94' | Marlon López Richard Rodríguez Óscar López Óscar Acevedo |

| 42' · 58' | Rigoberto Fuentes Edward Morillo |

| Principal  | Nitzar Sandoval  |
| Asistentes | Enmanuel Aguirre |
|            | Henry Pupiro     |
| Cuarto     | Ricardo Mendoza  |

| 25    | POR   | Esdras González   |     |
| 4     | DEF   | Jason Casco       | 65' |
| 7     | DEF   | Manuel Rosas      | 46' |
| 20    | DEF   | Óscar López       |     |
| 27    | DEF   | Josué Quijano     |     |
| 8     | MED   | Richard Rodríguez |     |
| 9     | MED   | Henry García      |     |
| 21    | MED   | Marlon López      |     |
| 41    | MED   | Ricardo Rivas     | 61' |
| 12    | DEL   | Vinicius de Souza |     |
| 17    | DEL   | Luis Galeano      |     |
| D. T. | D. T. | Sergio Rodríguez  |     |

| 12    | POR   | Erly Méndez          |     |
| 2     | DEF   | Marel Álvarez        |     |
| 3     | DEF   | Wesner de Trinidad   |     |
| 5     | DEF   | Rigoberto Fuentes    |     |
| 7     | DEF   | Kevin Serapio        |     |
| 10    | MED   | Agenor Báez          | 89' |
| 11    | MED   | Erick Mendoza        |     |
| 17    | MED   | Christiano Fernandes | 83' |
| 9     | DEL   | Lucas dos Santos     |     |
| 19    | DEL   | Edward Morillo       |     |
| 44    | DEL   | Isaac Sequeira       | 46' |
| D. T. | D. T. | Emilio Aburto        |     |

| 23 | Defensa        | Óscar Acevedo       | 46' |
| 6  | Centrocampista | Jorge Betancur      | 61' |
| 24 | Defensa        | Cristhian Gutiérrez | 65' |

| 23 | Centrocampista | Nahúm Peralta | 46' |
| 20 | Centrocampista | Jeffry Araica | 83' |
| 26 | Delantero      | Bryan García  | 89' |

| 60' · 68' · 94' · 94' | Marlon López Richard Rodríguez Óscar López Óscar Acevedo |

| 42' · 58' | Rigoberto Fuentes Edward Morillo |

| Principal  | Nitzar Sandoval  |
| Asistentes | Enmanuel Aguirre |
|            | Henry Pupiro     |
| Cuarto     | Ricardo Mendoza  |

| 25    | POR   | Esdras González   |     |
| 4     | DEF   | Jason Casco       | 65' |
| 7     | DEF   | Manuel Rosas      | 46' |
| 20    | DEF   | Óscar López       |     |
| 27    | DEF   | Josué Quijano     |     |
| 8     | MED   | Richard Rodríguez |     |
| 9     | MED   | Henry García      |     |
| 21    | MED   | Marlon López      |     |
| 41    | MED   | Ricardo Rivas     | 61' |
| 12    | DEL   | Vinicius de Souza |     |
| 17    | DEL   | Luis Galeano      |     |
| D. T. | D. T. | Sergio Rodríguez  |     |

| 12    | POR   | Erly Méndez          |     |
| 2     | DEF   | Marel Álvarez        |     |
| 3     | DEF   | Wesner de Trinidad   |     |
| 5     | DEF   | Rigoberto Fuentes    |     |
| 7     | DEF   | Kevin Serapio        |     |
| 10    | MED   | Agenor Báez          | 89' |
| 11    | MED   | Erick Mendoza        |     |
| 17    | MED   | Christiano Fernandes | 83' |
| 9     | DEL   | Lucas dos Santos     |     |
| 19    | DEL   | Edward Morillo       |     |
| 44    | DEL   | Isaac Sequeira       | 46' |
| D. T. | D. T. | Emilio Aburto        |     |

| 23 | Defensa        | Óscar Acevedo       | 46' |
| 6  | Centrocampista | Jorge Betancur      | 61' |
| 24 | Defensa        | Cristhian Gutiérrez | 65' |

| 23 | Centrocampista | Nahúm Peralta | 46' |
| 20 | Centrocampista | Jeffry Araica | 83' |
| 26 | Delantero      | Bryan García  | 89' |

| 60' · 68' · 94' · 94' | Marlon López Richard Rodríguez Óscar López Óscar Acevedo |

| 42' · 58' | Rigoberto Fuentes Edward Morillo |

| Principal  | Nitzar Sandoval  |
| Asistentes | Enmanuel Aguirre |
|            | Henry Pupiro     |
| Cuarto     | Ricardo Mendoza  |

| Bandera del departamento de Estelí |
| Campeón Real Estelí FC             |
| 16.° título                        |

## Goleadores
Lista de los máximos goleadores de la competencia.
| Pos. | Posición | Jugador            | Equipo            | Goles |
| ---- | -------- | ------------------ | ----------------- | ----- |
| 1.º  |          | Edward Morillo     | Managua FC        | 20    |
| 2.º  |          | Lucas dos Santos   | Managua FC        | 16    |
| 3.º  |          | Douglas Caé        | Real Estelí FC    | 14    |
| 4.º  |          | Robinson Ruiz      | Juventus FC       | 10    |
| 5.º  |          | Yeison Esquivel    | Diriangén FC      | 8     |
| 6.º  |          | Ervin Aguirre      | CD Ocotal         | 7     |
| 7.º  |          | Luis Coronel       | Diriangén FC      | 7     |
| 8.º  |          | Jafet del Portillo | ART Jalapa        | 7     |
| 9.º  |          | Paulo Pereira      | CD Walter Ferreti | 6     |
| 10.º |          | Ronir de Sousa     | Real Estelí FC    | 6     |